# Lista de locomotivas GM-EMD
A lista a seguir apresenta os modelos de locomotivas que foram produzidas pela Electro-Motive Corporation (EMC), e suas sucessoras General Motors Electro-Motive Division(GM-EMD) e Electro-Motive Diesel (EMD).

## Experimentais e Padronizadas
| Designação do Modelo | Ano de Construção | Total Produzido | Arranjo AAR | Motor Primário                                  | Potência Máxima                           | Imagem |
| -------------------- | ----------------- | --------------- | ----------- | ----------------------------------------------- | ----------------------------------------- | ------ |
| ATSF 1               | 1935              | 1               | B-B         | Duplo Winton 8-201-A                            | 1,800 Hp (1,342 KW)                       |        |
| ATSF 1A              | 1935              | 1               | B-B         | Duplo Winton 8-201-A                            | 1,800 Hp (1,342 KW)                       |        |
| B&O 50               | 1935              | 1               | B-B         | Duplo Winton 8-201-A                            | 1,800 Hp (1,342 KW)                       |        |
| BM-MEC 6000          | 1935              | 1               | B-2         | Winton 8-201-A                                  | 600 Hp (447 KW)                           |        |
| CB&Q 9900            | 1934              | 1               | B-2         | Winton 8-201-A                                  | 600 Hp (447 KW)                           |        |
| CB&Q 9901-9902       | 1935              | 2               | B-2         | Winton 8-201-A                                  | 600 Hp (447 KW)                           |        |
| CB&Q 9903            | 1935              | 1               | B-2         | Winton 8-201-A                                  | 600 Hp (447 KW)                           |        |
| CB&Q 9904-9905       | 1936              | 2               | B-B         | Duplo Winton 12-201-A                           | 1,800 Hp (1,342 KW)                       |        |
| CB&Q 9906-9907       | 1936              | 2               | B-B+B-B     | A;Duplo Winton 12-201-A B;Duplo Winton 16-201-A | A;1,800 Hp (1,342 KW) B;1,200 Hp (890 KW) |        |
| CB&Q 9908            | 1939              | 1               | A1A-2       | EMD 12-567 A                                    | 1000 Hp (745 KW)                          |        |
| EMD 511-512          | 1935              | 2               | B-B         | Duplo Winton 8-201-A                            | 1,800 Hp (1,342 KW)                       |        |
| LWT12                | 1956              | 3               | B-1         | EMD 12-567 C                                    | 1,200 Hp (890 KW)                         |        |
| IC 121               | 1936              | 1               | B-2         | Winton 16-201-A                                 | 1,200 Hp (890 KW)                         |        |
| SAL 2027-2028        | 1936              | 2               | B-2         | Winton 8-201-A                                  | 600 Hp (447 KW)                           |        |
| M-10000              | 1934              | 1               | B-2         | Winton 12-191-A                                 | 600 Hp (447 KW)                           |        |
| M-10001              | 1934              | 1               | B-B         | Winton 12-201-A                                 | 900 Hp (670 KW)                           |        |
| M-10002              | 1936              | 1               | B-B+B-B     | A; Winton 16- 201-A B; Winton 12- 201-A         | A; 1,200 hp (890 kW) B; 900 hp (670 kW)   |        |
| M10003–M10006        | 1936              | 4               | B-B+B-B     | A; Winton 16- 201-A B; Winton 16- 201-A         | A; 1,200 hp (890 kW) B; 1200 hp (890 kW)  |        |

## Switchers ou Manobreiras
| Designação do Modelo | Ano de Construção | Total Produzido     | Arranjo AAR    | Motor Primário        | Potência Máxima     | Imagem                                         |
| -------------------- | ----------------- | ------------------- | -------------- | --------------------- | ------------------- | ---------------------------------------------- |
| EMC SC               | 1935-39           | 45                  | B-B            | Winton 8-201-A        | 600 hp (447 kW)     |                                                |
| Model 90             | 1935              | 1                   | B-B            | Winton 12-201-A       | 900 hp (671 kW)     |                                                |
| EMC SW               | 1936-39           | 76                  | B-B            | Winton 8-201-A        | 600 hp (447 kW)     |                                                |
| EMC NC               | 1937-38           | 5                   | B-B            | Winton 12-201-A       | 900 hp (671 kW)     |                                                |
| NC1                  | 1937              | 5                   | B-B            | Winton 12-201-A       | 900 hp (671 kW)     |                                                |
| NC2                  | 1937              | 2                   | B-B            | Winton 12-201-A       | 900 Hp (671 kW)     |                                                |
| T                    | 1936              | 1                   | B-B+B-B        | Duplo Winton 12-201-A | 1,800 hp (1,342 kW) |                                                |
| NW                   | 1937-38           | 8                   | B-B            | Winton 12-201-A       | 900 hp (671 kW)     |                                                |
| NW1                  | 1937-39           | 27                  | B-B            | Winton 12-201-A       | 900 hp (671 kW)     |                                                |
| NW1A                 | 1938              | 3                   | B-B            | Winton 12-201-A       | 900 hp (671 kW)     |                                                |
| NW2                  | 1939-49           | 1,145               | B-B            | EMD 12-567 or 12-567A | 1000 hp (671 kW)    |                                                |
| NW3                  | 1939-42           | 7                   | B-B            | EMD 12-567            | 1,000 hp (750 kW)   |                                                |
| NW4                  | 1938              | 2                   | B-B            | Winton 12-201-A       | 900 hp (671 kW)     |                                                |
| NW5                  | 1946-47           | 13                  | B-B            | EMD 12-567A           | 1,000 hp (750 kW)   |                                                |
| TR                   | 1940              | 3                   | B-B+B-B        | Duplo EMD 12-567      | 2,000 hp (1,490 kW) |                                                |
| TR1                  | 1941              | 2                   | B-B+B-B        | Duplo EMD 16-567      | 2,700 hp (2,013 kW) |                                                |
| TR2                  | 1945-49           | 36                  | B-B+B-B        | Duplo EMD 12-567A     | 2,000 hp (1,490 kW) |                                                |
| TR3                  | 1949              | 2                   | B-B+B-B+B-B    | Triplo EMD 12-567A    | 3,000 hp (2,337 kW) |                                                |
| TR4                  | 1950-51           | 15                  | B-B+B-B        | Duplo EMD 12-567A     | 2,400 hp (1,789 kW) |                                                |
| TR5                  | 1951              | 10 A unit 12 B unit | B-B+B-B        | Duplo EMD 12-567B     | 2,400 hp (1,789 kW) |                                                |
| TR6                  | 1950-53           | 12                  | B-B+B-B        | Duplo EMD 8-567B      | 1,600 hp (1,193 kW) |                                                |
| SW1                  | 1939-53           | 661                 | B-B            | EMD 6-567 or 6-567A   | 600 hp (447 kW)     |                                                |
| SW7                  | 1949-51           | 489                 | B-B            | EMD 12-567A           | 1,200 hp (895 kW)   |                                                |
| SW8                  | 1950-54           | 306                 | B-B            | EMD 8-567B            | 800 hp (600 kW)     |                                                |
| DH2                  | 1954              | 1                   | B-B            | EMD 8-567B            | 800 hp (600 kW)     | Experimental diesel-hidráulica variante da SW8 |
| SW9                  | 1950-53           | 815                 | B-B            | EMD 12-567B           | 1,200 hp (890 kW)   |                                                |
| SW600                | 1954-62           | 15                  | B-B            | EMD 6-567C            | 600 hp (447 kW)     |                                                |
| SW900                | 1954-69           | 371                 | B-B            | EMD 8-567C            | 900 hp (670 kW)     |                                                |
| SW1000               | 1966-72           | 119                 | B-B            | EMD 8-645E            | 1,000 hp (750 kW)   |                                                |
| SW1001               | 1968-86           | 230                 | B-B            | EMD 8-645E            | 1,000 hp (750 kW)   |                                                |
| SW1200               | 1954-66           | 1,056               | B-B            | EMD 12-567C           | 1,200 hp (890 kW)   |                                                |
| SW1500               | 1966-74           | 808                 | B-B            | EMD 12-645E           | 1,500 hp (1,100 kW) |                                                |
| SW1504               | 1973              | 60                  | B-B            | EMD 12-645E           | 1,500 hp (1,100 kW) |                                                |
| MP15DC               | 1974-83           | 351                 | B-B            | EMD 12-645E           | 1,500 hp (1,100 kW) |                                                |
| MP15AC               | 1975-84           | 246                 | B-B            | EMD 12-645E           | 1,500 hp (1,120 kW) |                                                |
| MP15T                | 1984-87           | 43                  | B-B            | EMD 8-645E3           | 1,500 hp (1,100 kW) |                                                |
| RS1325               | 1960              | 2                   | B-B            | EMD 12-567D1          | 1,325 hp (988 kW)   |                                                |
| GMD1                 | 1958-60           | 101                 | B-B ou A1A-A1A | EMD 12-567C           | 1,200 hp (890 kW)   |                                                |

## Cab units de passageiros
| Designação do Modelo | Ano de Construção | Total Produzido       | Arranjo AAR                                            | Motor Primário                                                 | Potência Máxima                                       | Imagem |
| -------------------- | ----------------- | --------------------- | ------------------------------------------------------ | -------------------------------------------------------------- | ----------------------------------------------------- | ------ |
| TA                   | 1937              | 6                     | B-B                                                    | Winton 201-A                                                   | 1,200 hp (890 kW)                                     |        |
| EA                   | 1937-38           | 6 A unit, 6 B unit    | A1A-A1A                                                | Dual Winton 201-A                                              | 1,800 hp (1340 kW)                                    |        |
| E1                   | 1937-38           | 8 A unit, 3 B unit    | A1A-A1A                                                | Duplo Winton 201-A                                             | 1,800 hp (1340 kW)                                    |        |
| E2                   | 1937              | 2                     | A1A-A1A                                                | Duplo Winton 201-A                                             | 1,800 hp (1340 kW)                                    |        |
| E3                   | 1938-40           | 17 A unit, 2 B unit   | A1A-A1A                                                | Duplo EMD 567                                                  | 2,000 hp (1490 kW)                                    |        |
| E4                   | 1938-39           | 14 A unit, 5 B unit   | A1A-A1A                                                | Dual EMD 567                                                   | 2,000 hp (1490 kW)                                    |        |
| AA                   | 1940              | 1                     | A1A-3                                                  | EMD 567                                                        | 1,000 hp (745 kW)                                     |        |
| AB6                  | 1940              | 2                     | Construída com: A1A-3 Depois reconstruída com: A1A-A1A | Construída com: EMD 567 Depois reconstruída com: Duplo EMD 567 | 1,000 hp (745 kW) (Depois reconstruída com: 2000 hp)  |        |
| E5                   | 1940-41           | 11 A unit, 5 B unit   | A1A-A1A                                                | Duplo EMD 567                                                  | 2,000 hp (1490 kW)                                    |        |
| E6                   | 1939-42           | 91 A unit, 26 B unit  | A1A-A1A                                                | Duplo EMD 567                                                  | 2,000 hp (1490 kW)                                    |        |
| E7                   | 1945-49           | 428 A unit, 82 B unit | A1A-A1A                                                | Duplo EMD 567A                                                 | 2,000 hp (1490 kW)                                    |        |
| E8                   | 1949-54           | 449 A unit, 46 B unit | A1A-A1A                                                | Duplo EMD 567B                                                 | 2,250 hp (1670 kW)                                    |        |
| E9                   | 1954-64           | 100 A unit, 44 B unit | A1A-A1A                                                | Duplo EMD 567C                                                 | 2,400 hp (1800 kW)                                    |        |
| FP7                  | 1949-53           | 381 A unit            | B-B                                                    | EMD 567B                                                       | 1,500 hp (1,200 kW)                                   |        |
| FP9                  | 1954-59           | 100 A unit            | B-B                                                    | EMD 567C                                                       | 1,750 hp (1,300 kW)                                   |        |
| FL9                  | 1956-60           | 60                    | B-A1A                                                  | EMD 567C ou EMD 567D1; plus 660V DC (3º trilho)                | 567C: 1,750 hp (1,300 kW); 567D1: 1,800 hp (1,340 kW) |        |

## Cab units de carga
| Designação do Modelo | Ano de Construção | Total Produzido            | Arranjo AAR              | Motor Primário         | Potência Máxima       | Imagem |
| -------------------- | ----------------- | -------------------------- | ------------------------ | ---------------------- | --------------------- | ------ |
| FT                   | 1939–45           | 555 A unit, 541 B unit     | B-B (B-B+B-B com B unit) | EMD 16-567 EMD 16-567A | 2,700 hp (com B unit) |        |
| F2                   | 1946              | 74 A unit, 30 B unit       | B-B                      | EMD 16-567B            | 1,350 hp (1000 kW)    |        |
| F3                   | 1946–49           | 1,111 A unit, 696 B unit   | B-B                      | EMD 16-567B            | 1,500 hp (1,100 kW)   |        |
| F7                   | 1949-53           | 2,366 A unit, 1,483 B unit | B-B                      | EMD 16-567B            | 1,500 hp (1,100 kW)   |        |
| F9                   | 1953-60           | 100 A unit, 154 B unit     | B-B                      | EMD 16-567C            | 1,750 hp]] (1200 kW)  |        |

## Locomotivas Industriais
| Designação do Modelo | Ano de Construção | Total Produzido | Arranjo AAR | Motor Primário   | Potência Máxima                       | Imagem |
| -------------------- | ----------------- | --------------- | ----------- | ---------------- | ------------------------------------- | ------ |
| Model 40             | 1940-43           | 11              | B           | Duplo GM 6-71    | 300 hp (220 kW)                       |        |
| DHI                  | 1951              | 1               | 1A-A1       |                  | 340 hp                                |        |
| GMDH-1               | 1956-60           | 4               | B-B         | Detroid Model 60 | 2 Unidades: 600 hp 2 Unidades: 800 hp |        |
| GMDH-3               | 1960              | 1               | C           |                  |                                       |        |

## Locomotivas Série Quatro Eixos "Branch Line"
| Designação do Modelo | Ano de Construção | Total Produzido | Arranjo AAR | Motor Primário | Potência Máxima     | Imagem |
| -------------------- | ----------------- | --------------- | ----------- | -------------- | ------------------- | ------ |
| BL1                  |                   | 1               | B-B         | 16-567B        | 1,500 hp (1,100 kW) |        |
| BL2                  |                   | 58              | B-B         | 16-567B        | 1,500 hp (1,100 kW) |        |
| BL20-2               |                   |                 | B-B         |                |                     |        |

## Série "GP" General Purpose
| Designação do Modelo | Ano de Construção | Total Produzido         | Arranjo AAR | Motor Primário                      | Potência Máxima     | Imagem |
| -------------------- | ----------------- | ----------------------- | ----------- | ----------------------------------- | ------------------- | ------ |
| GP7                  | 1949-54           | 2,729 A unit 5 B unit   | B-B         | EMD 16-567B                         | 1,500 hp (1.1 MW)   |        |
| GP9                  | 1954-63           | 4,115 A unit 165 B unit | B-B         | EMD 16-567C                         | 1,750 hp (1.3 MW)   |        |
| GP15-1               | 1976-82           | 310                     | B-B         | EMD 12-645E                         | 1,500 hp (1,119 kW) |        |
| GP15T                | 1982-83           | 28                      | B-B         | EMD 8-645E3                         | 1,500 hp (1.1 MW)   |        |
| GP18                 | 1959-63           | 405                     | B-B         | EMD 16-567D1                        | 1,800 hp (1.3 MW)   |        |
| GP20                 | 1959-62           | 260                     | B-B         | EMD 16-567D2                        | 2,000 hp (1.5 MW)   |        |
| GP28                 | 1964-65           | 31                      | B-B         | EMD 16-567D1                        | 1,800 hp (1.3 MW)   |        |
| GP30                 | 1961-63           | 908 A unit 40 B unit    | B-B         | EMD 16-567D3                        | 2,250 hp (1.6 MW)   |        |
| GP35                 | 1963-66           | 1,333                   | B-B         | EMD 16-567D3A                       | 2,500 hp (1.9 MW)   |        |
| GP38                 | 1966-71           | 706                     | B-B         | EMD 16-645E                         | 2,000 hp (1.5 MW)   |        |
| GP38AC               | 1970-1971         | 261                     | B-B         | EMD 16-645E                         |                     |        |
| GP38-2               | 1972-1986         | 2,213                   | B-B         | EMD 16-645E                         | 2,000 hp (1.5 MW)   |        |
| GP38-2L              |                   |                         | B-B         | EMD 16-645E                         | 2,000 hp (1.5 MW)   |        |
| GP38-2W              | 1973-74           | 51                      | B-B         | EMD 16-645E                         | 2,000 hp (1.5 MW)   |        |
| GP38-H3              |                   |                         | B-B         | EMD 16-645E com HEP                 | 2,000 hp (1.5 MW)   |        |
| GP39                 | 1969-70           | 23                      | B-B         | EMD 12-645E3                        | 2,300 hp (1.7 MW)   |        |
| GP39DC               | 1970              | 2                       | B-B         | EMD 12-645E3                        | 2,300 hp (1.7 MW)   |        |
| GP39X                | 1980              | 6                       | B-B         | EMD 12-645E3                        | 2,600 hp (2.0 MW)   |        |
| GP39-2               | 1974-84           | 239                     | B-B         | EMD 12-645E3                        | 2,300 hp (1.7 MW)   |        |
| GP40                 | 1965-71           | 1,221                   | B-B         | EMD 16-645E3                        | 3,000 hp (2.2 MW)   |        |
| GP40P                | 1968              | 13                      | B-B         | EMD 16-645E3                        | 3,000 hp (2.2 MW)   |        |
| GP40P-2              |                   | 3                       | B-B         | EMD 16-645E3                        | 3,000 hp (2.2 MW)   |        |
| GP40M-2              |                   |                         | B-B         | EMD 16-645E3                        | 3,000 hp (2.2 MW)   |        |
| GP40TC               | 1966              | 8                       | B-B         | EMD 16-645E3                        | 3,000 hp (2.2 MW)   |        |
| GP40X                | 1977-78           | 23                      | B-B         | EMD 16-645E3                        | 3,000 hp (2.2 MW)   |        |
| GP40-2               | 1972-86           | 861                     | B-B         | EMD 16-645E3                        | 3,000 hp (2.2 MW)   |        |
| GP49                 | 1983-85           | 9                       | B-B         | EMD 12-645F3B                       |                     |        |
| GP50                 | 1980-85           | 278                     | B-B         | EMD 16-645F3B                       | 3,600 hp (2.6 MW)   |        |
| GP59                 | 1985-89           | 36                      | B-B         | EMD 12-710G3A                       | 3,000 hp (2.2 MW)   |        |
| GP60                 | 1985-94           | 294 A unit 23 B unit    | B-B         | EMD 16-710G3                        | 3,800 hp (2.8 MW)   |        |
| GP60M                | 1985-94           | 63                      | B-B         | EMD 16-710G3                        | 3,800 hp (2.8 MW)   |        |
| GP15D                | 2000 - Atual      | 10                      | B-B         | Caterpillar 3512 (EMD 12-170B15-T2) | 1,500 hp (1.2 MW)   |        |
| GP20D                | 2000 - Atual      | 40                      | B-B         | Caterpillar 3516 (EMD 16-170B20-T2) | 2,000 hp (1.5 MW)   |        |

## Série "SD" Special Duty
| Designação do Modelo | Ano de Construção | Total Produzido | Arranjo AAR | Motor Primário | Potência Máxima     | Imagem |
| -------------------- | ----------------- | --------------- | ----------- | -------------- | ------------------- | ------ |
| SD7                  | 1952-53           | 188             | C-C         | EMD 16-567B    | 1,500 hp (1.1 MW)   |        |
| SD9                  | 1954-59           | 515             | C-C         | EMD 16-567C    | 1,750 hp (1.7MW)    |        |
| SD18                 | 1960-63           | 114             | C-C         | EMD 16-567D1   | 1,800 hp (1.3 MW)   |        |
| SD24                 | 1958-63           | 224             | C-C         | EMD 16-567D1   | 2,400 hp (1,880 kW) |        |
| SD28                 | 1965              | 12              | C-C         | EMD 16-567D1   | 1,800 hp 1,300 kW)  |        |
| SD35                 | 1964-66           | 360             | C-C         | EMD 16-567D3A  | 2500 hp (1.9 MW)    |        |
| SDP35                | 1964-1965         | 35              | C-C         | EMD 16-567D3A  | 2500 hp (1.9 MW)    |        |
| SD38                 | 1967-71           | 53              | C-C         | EMD 16-645E    | 2,000 hp (1,500 kW) |        |
| SD38AC               | 1971              | 15              | C-C         | EMD 16-645E3   | 2,000 hp (1,500 kW) |        |
| SD38-2               | 1972-79           | 83              | C-C         | EMD 16-645E3   | 2,000 hp (1,500 kW) |        |
| SD39                 | 1968-70           | 54              | C-C         | EMD 12-645E3   | 2,300 hp (1,700 kW) |        |
| SDL39                | 1967-72           | 10              | C-C         | EMD 12-645E3   | 2300 hp (1.7 MW)    |        |
| SD40X                | 1964-65           | 9               | C-C         | EMD 16-645E3   | 3,000 hp (2.2 MW)   |        |
| SD40                 | 1966-72           | 1,268           | C-C         | EMD 16-645E3   | 3,000 hp (2.2 MW)   |        |
| SD40A                | 1969-70           | 18              | C-C         | EMD 16-645E3   | 3,000 hp (2.2 MW)   |        |
| SDP40                | 1966-1970         | 20              | C-C         | EMD 16-645E3   | 3,000 hp            |        |
| SD40T-2              | 1974-80           | 312             | C-C         | EMD 16-645E3   | 3,000 hp (2.2 MW)   |        |
| SD40-2               | 1972-86           | 3,957           | C-C         | EMD 16-645E3   | 3,000 hp (2.2 MW)   |        |
| SD40M-2              |                   |                 | C-C         | EMD 16-645E3   | 3,000 hp (2.2 MW)   |        |
| SD40-2W              | 1975-80           | 123             | C-C         | EMD 16-645E3   | 3,000 hp (2.2 MW)   |        |
| SD40-2S              | 1978-80           | 9               | C-C         | EMD 16-645E3   | 3,000 hp (2.2 MW)   |        |
| SD45                 | 1965-71           | 1,260           | C-C         | EMD 20-645E3   | 3,600 hp (2.7 MW)   |        |
| SD45X                | 1970-71           | 7               | C-C         | EMD 20-645E3   | 4,200 hp (3.1 MW)   |        |
| SD45M                |                   |                 | C-C         |                |                     |        |
| SDP45                | 1967-70           | 52              | C-C         | EMD 20-645E3   | 3,600 hp (2.7 MW)   |        |
| SD45T-2              | 1972-75           | 247             | C-C         | EMD 20-645E3   | 3,600 hp (2.7 MW)   |        |
| SD45-2               | 1972-74           | 136             | C-C         | EMD 20-645E3   | 3,600 hp (2.7 MW)   |        |
| SD50                 | 1980-86           | 427             | C-C         | EMD 16-645F3B  | 3,500 hp (2.6 MW)   |        |
| SD50F                |                   | 60              | C-C         | EMD 16-645F3B  | 3,500 hp (2.6 MW)   |        |
| SD50S                | 1980-86           | 11              | C-C         | EMD 16-645F3B  | 3,500 hp (2.6 MW)   |        |
| SD60                 | 1984-95           | 537             | C-C         | EMD 16-710G3A  | 3,800 hp (2.8 MW)   |        |
| SD60F                | 1984-95           | 60              | C-C         | EMD 16-710G3A  | 3,800 hp (2.8 MW)   |        |
| SD60I                | 1984-95           | 81              | C-C         | EMD 16-710G3A  | 3,800 hp (2.8 MW)   |        |
| SD60M                | 1984-95           | 459             | C-C         | EMD 16-710G3A  | 3,800 hp (2.8 MW)   |        |
| SD60MAC              | 1984-95           | 4               | C-C         | EMD 16-710G3A  | 3,800 hp (2.8 MW)   |        |
| SD70                 | 1992-2005         | 120             | C-C         | EMD 16-710G3   | 4,300 hp (3.2 MW)   |        |
| SD70I                | 1992-2005         | 25              | C-C         | EMD 16-710G3   | 4,300 hp (3.2 MW)   |        |
| SD70ACe              | 2005 - presente   | 185             | C-C         | EMD 16-710G3A  | 4,300 hp (3.2 MW)   |        |
| SD70M                | 1992-2005         | 1,646           | C-C         | EMD 16-710G3   | 4,300 hp (3.2 MW)   |        |
| SD70M-2              | 1992-2005         | 180             | C-C         | EMD 16-710G3   | 4,300 hp (3.2 MW)   |        |
| SD70MAC              | 1992-2005         | 1,124           | C-C         | EMD 16-710G3   | 4,300 hp (3.2 MW)   |        |
| SD75M                |                   | 207             | C-C         | EMD 16-710G3   | 4,300 hp (3.2 MW)   |        |
| SD75I                |                   | 207             | C-C         | EMD 16-710G3   | 4,300 hp (3.2 MW)   |        |
| SD80MAC              |                   | 30              | C-C         | EMD 20-710G3B  | 5,000 hp (3.7 MW)   |        |
| SD89MAC              |                   | 1               | C-C         |                |                     |        |
| SD90MAC              | 1995-2005         | 400             | C-C         | EMD 16-265     | 6,000 hp (4.5 MW    |        |

## Locomotivas Militares
| Designação do Modelo | Ano de Construção | Total Produzido | Arranjo AAR | Motor Primário | Potência Máxima  | Imagem |
| -------------------- | ----------------- | --------------- | ----------- | -------------- | ---------------- | ------ |
| MRS-1                | 1952              | 13              | C-C         | EMD 16-567B    | 1600 hp (1.2 MW) |        |

## Série "DD" Oito Eixos
| Designação do Modelo | Ano de Construção          | Total Produzido                     | Arranjo AAR | Motor Primário   | Potência Máxima   | Imagem |
| -------------------- | -------------------------- | ----------------------------------- | ----------- | ---------------- | ----------------- | ------ |
| DD35                 | 1963-64                    | 30                                  | D-D         | Duplo EMD 567D3A | 5,000 hp (3.7 MW) |        |
| DD35A                | 1965                       | 15                                  | D-D         | Duplo EMD 567D3A | 5,000 hp (3.7 MW) |        |
| DDA40X               | 1969-71                    | 47                                  | D-D         | Duplo EMD 645E3A | 6,600 hp (4.9 MW) |        |
| DDR 6700             | 1966 (proposta de projeto) | Nunca construída, projeto cancelado | D-D         | Energia elétrica | 6,700 hp (4.9 MW) |        |

## Série "Cowl units" (caixa fechada)
| Designação do Modelo | Ano de Construção | Total Produzido         | Arranjo AAR | Motor Primário | Potência Máxima   | Imagem    |
| -------------------- | ----------------- | ----------------------- | ----------- | -------------- | ----------------- | --------- |
| F45                  | 1968-71           | 86                      | C-C         | EMD 20-645E3   | 3,600 hp (2.7 MW) |           |
| F40C                 | 1974              | 15                      | C-C         | EMD 16-645E3   | 3,200 hp (2.3 MW) |           |
| F40PH                | 1976-88           | 278                     | B-B         | EMD 16-645E3   | 3,000 hp (2.2 MW) |           |
| F40PH-2              | 1985-89           | 72                      | B-B         | EMD 16-645E3   | 3,000 hp (2.2 MW) |           |
| F40PH-2M             | 1976              |                         | B-B         | EMD 16-645E    | 3,000 hp (2.2 MW) |           |
| SDP40F               | 1973-74           | 150                     | C-C         | EMD 16-645E3   | 3,000 hp (2.2 MW) |           |
| SD40-2F              | 1988-89           | 25                      | C-C         | EMD 16-645E3   | 3,000 hp (2.2 MW) |           |
| SD50F                | 1980-86           | 60                      | C-C         | EMD 16-645F3B  | 3,500 hp (2.6 MW) |           |
| FP45                 | 1967-70           | 14                      | C-C         | EMD 20-645E3   | 3,600 hp (2.7 MW) |           |
| SD60F                | 1984-95           | 60                      | C-C         | EMD 16-710G3A  | 3,800 hp (2.8 MW) |           |
| F59PH                | 1993              | 146                     | B-B         | EMD 16-710G3   | 3,000 hp (2.2 MW) | EMD F59PH |
| F59PHI               | 1993              | 146                     | B-B         | EMD 16-710G3   | 3,000 hp (2.2 MW) |           |
| F69PHAC              | 1988              | 2                       | B-B         | EMD 12-710G3   |                   |           |
| DE30AC, DM30AC       | 1997-1998         | 21 (DE30AC) 22 (DM30AC) | B-B         | EMD 16-710G3   | 3,000 hp (2.2 MW) |           |

## Locomotivas Elétricas
| Designação do Modelo | Ano de Construção | Total Produzido | Arranjo AAR | Motor Primário                                                             | Potência Máxima   | Imagem |
| -------------------- | ----------------- | --------------- | ----------- | -------------------------------------------------------------------------- | ----------------- | ------ |
| SW1200MG             | 1963-71           | 9               | B-B         | 2,400V AC 60 Hz (ou mais)                                                  |                   |        |
| AEM-7                | 1978-88           | 65              | B-B         | 11,000 V AC, 25 Hz 11,000-13,500 V AC, 60 Hz 25,000 V AC , 60 Hz (ou mais) | 7,000 hp (5.2 MW) |        |
| GM6C                 | 1975              | 1               | C-C         |                                                                            | 6,000 hp          |        |
| GM10B                | 1976              | 1               | B-B-B       |                                                                            | 10,000 hp         |        |
| GF6C                 | 1983-84           | 7               | C-C         |                                                                            | 6,000 hp          |        |

## Locomotivas de Exportação e Bitola Estreita
| Designação do Modelo         | Ano de Construção | Total Produzido | Arranjo AAR            | Motor Primário              | Potência Máxima   | Imagem  |
| ---------------------------- | ----------------- | --------------- | ---------------------- | --------------------------- | ----------------- | ------- |
| EMD B12                      | 1953–56           | 49              | B-B (9) A1A-A1A (40)   | EMD 567                     | 1,125 hp          |         |
| DDM45                        | 1970-76           | 83              | D-D                    | EMD 20-645E3                | 3,600 hp (2.6 MW) |         |
| Euro 4000                    | 2006 -            | 10              | C-C                    | EMD 16-710 G3C-U2           | 4,250 hp          |         |
| G8                           | 1955-69           | 471             | B-B                    | EMD 8-567                   |                   |         |
| G12                          |                   |                 | B-B ou A1A-A1A         | EMD 12-567                  | 1,250 hp (930 kW) |         |
| G16                          |                   |                 |                        | EMD 16-567                  |                   |         |
| G22CU                        |                   |                 | A1A-A1A Co-Co          | EMD 12-645                  |                   |         |
| G22CU-2                      |                   |                 |                        | EMD 12-645                  |                   |         |
| G22CW                        |                   |                 |                        | EMD 12-645                  |                   |         |
| G26                          |                   |                 |                        | EMD 16-645                  |                   |         |
| GA8                          | 1960–1968         | 94              | B-B                    | EMD 8-567                   |                   |         |
| GL8                          | 1960–1965         | 149             | B-B (137) A1A-A1A (12) | EMD 8-567                   | 875 hp (650 kW)   |         |
| GA18                         | 1969              | 5               | B-B                    | EMD 8-645                   |                   |         |
| GM6W                         | 1960              |                 | C                      | EMD 6-567C                  | 600 hp (650 kW)   |         |
| GR12                         |                   |                 |                        |                             |                   |         |
| GT18MC                       |                   | 15              | C-C                    | EMD 8-645E3                 | 1650 hp (1200 kW) |         |
| GT22CU                       |                   |                 |                        |                             |                   |         |
| GT22CUM-1                    |                   |                 |                        |                             |                   |         |
| GT22CUM-2                    |                   |                 |                        |                             |                   |         |
| GT22CW                       |                   |                 | C-C                    | EMD 12-645                  |                   |         |
| GT22HW                       |                   |                 |                        |                             |                   |         |
| GT26MC                       |                   |                 |                        |                             |                   |         |
| GT26CW1                      | 1970~1988         | 180             | C-C                    | EMD 16-645E3                | 3000 hp (2,200 kW |         |
| GT26CW2                      | 1987~             |                 | C-C                    | EMD 16-645E3                | 3000 hp (2,200 kW |         |
| FT36HCW-2                    | 1988~             | 15              | C-C                    | EMD 16-645FB3               | 3000 hp (2,200 kW |         |
| GT46MAC                      |                   |                 |                        |                             |                   |         |
| GT46PAC                      |                   |                 |                        |                             |                   |         |
| JL8                          | 1963              | 37              | B-B                    | EMD 8-567                   | 875 HP            |         |
| JL18                         | 1966              | 12              | B-B                    | EMD 8-645E                  | 1000 HP           |         |
| JT22CW                       | 1976-84           | 21              | C-C                    | 12-645E3B                   | 2250              |         |
| JT22CW-2                     |                   | 4               | C-C                    | 12-645E3C                   | 2250              |         |
| JT26CW-SS Class 59           | 1985–1995         | 15              | C-C                    | 16-645E3C                   | 3300              |         |
| JT42HCW                      | 1994–1995         | 34              | C-C                    | 12-710G3B                   | 3000              |         |
| JT42CW                       | 1996              | 8               | C-C                    | 12N-710G3B                  | 3000              | →Israel |
| JT42BW                       | 1996–2006         | 48              | B-B                    | 12N-710G3B                  | 3000              | →Israel |
| JT42CWR Class 66 / Series 66 | 1998–present      | 545+            | C-C                    | 12N-710G3B-EC 12N-710G3B-T2 | 3000              |         |
| JT42HW-HS Class 67           | 1999–2000         | 30              | B-B                    | 12N-710G3B-EC               | 3000              |         |
| JT56ACe                      | 2007–2009         |                 |                        |                             | 6000              | →China  |
| NF110                        | 1952-1953         | 9               |                        |                             |                   |         |
| NF210                        | 1956–1960         | 38              |                        |                             |                   |         |

## Convertidas após a aquisição
| Designação do Modelo | Ano de Construção | Total Produzido | Arranjo AAR | Motor Primário | Potência Máxima     | Imagem |
| -------------------- | ----------------- | --------------- | ----------- | -------------- | ------------------- | ------ |
| SWBLW "Beep"         | 1970              | 1               | B-B         | EMD 16-567BC   | 1,500 hp (1,119 kW) |        |
| CF7                  | 1970-78           | 233             | B-B         | EMD 16-567BC   | 1,500 hp (1,119 kW) |        |
| GP5                  | 1957-58           | 16              | B-B         |                | 1350 hp             |        |
| GP7U                 |                   |                 | B-B         |                |                     |        |
| GP8                  |                   |                 | B-B         |                |                     |        |
| GP10                 |                   |                 | B-B         |                |                     |        |
| GP11                 | 1978              |                 | B-B         |                |                     |        |
| GP16                 | 1979-82           | 156             | B-B         | EMD 16-645     | 1,600 hp (1,200 kW) |        |
| GP28M                |                   |                 | B-B         |                |                     |        |
| GP28P                |                   |                 | B-B         |                |                     |        |
| GP40FH-2             |                   |                 | B-B         |                |                     |        |
| GP40WH-2             | 1990              | 20              | B-B         | EMD 16-645E3   | 3,000 hp (2.2 MW)   |        |
| SD20                 |                   |                 | C-C         |                | 2,000 hp            |        |
| SD20-2               |                   |                 | C-C         |                |                     |        |
| SD26                 |                   |                 | C-C         |                |                     |        |